# Караозек (протока Сырдарьи)
Караозек — рукав Сырдарьи на территории Казахстана. Проходит по Сырдарьинскому, Жалагашскому и Кармакшинскому районам Кызылординской области. Длина 188 км. Отделяется от Сырдарьи на территории аула Караозек и соединяется у аула Жосалы. Вдоль русла присутствуют малые озера. Среднегодовой расход воды у устья 323 м³/с[уточнить], у соединения с Сырдарьёй 245 м³/с. Вода используется в земледелии и в садоводческих хозяйствах.